# 长岭镇 (望江县)
长岭镇，是中华人民共和国安徽省安庆市望江县下辖的一个乡镇级行政单位。

## 行政区划
长岭镇下辖以下地区：
长岭社区、杨林社区、黄家堰社区、后埠村、文学村、北门坦村、板桥村、南台村、苍洪村、太白村、土永村、龙山村、龙林村、银杏村、赤湖村、金鸡山村和新桥村。